# Sport di squadra

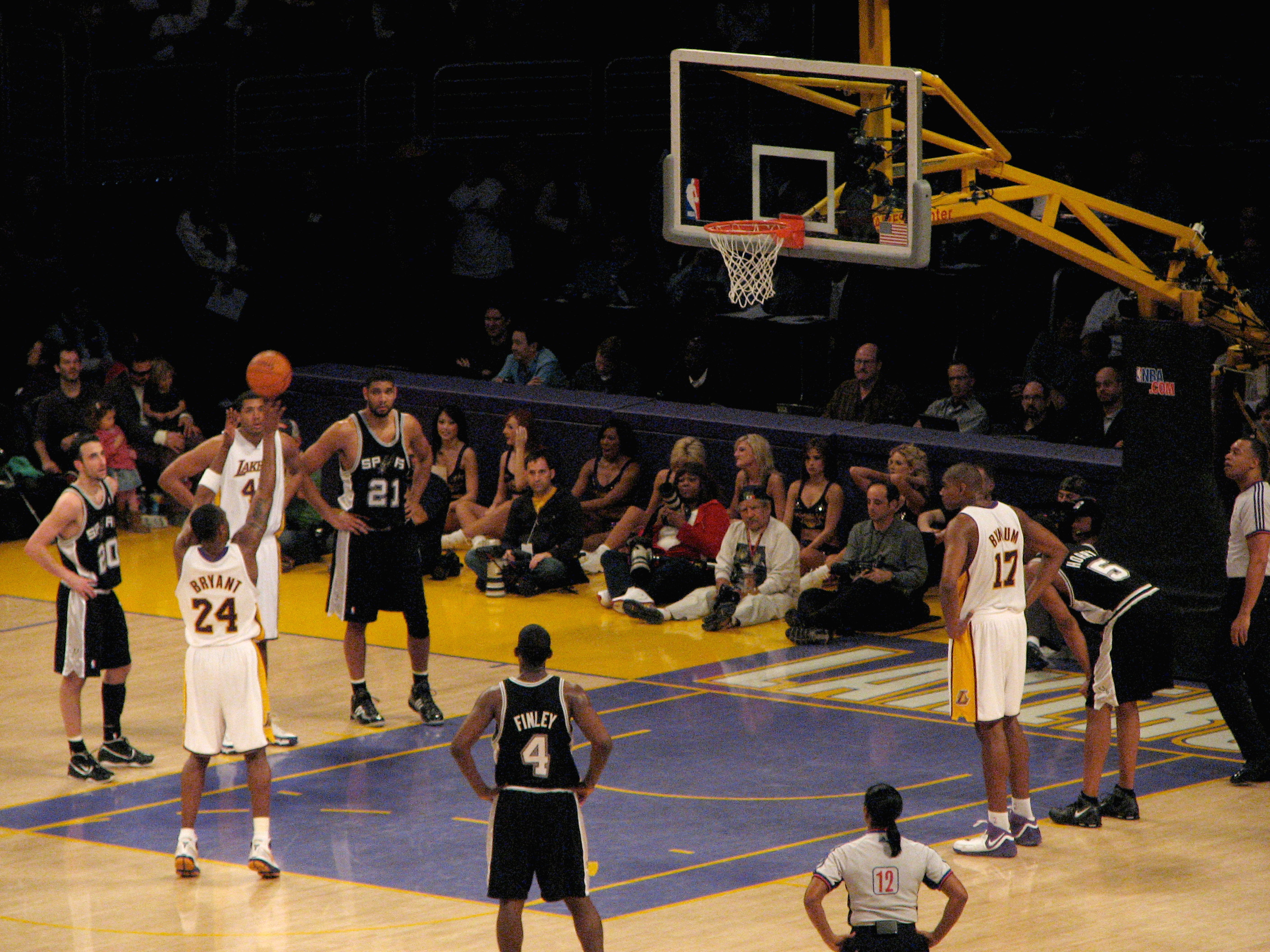
Un'immagine di una gara di pallacanestro, disciplina in cui si fronteggiano 5 elementi per squadra

Uno sport di squadra è una disciplina sportiva in cui più atleti gareggiano unitamente per un obiettivo comune, formando una squadra guidata dall'allenatore.

## Definizione
I singoli sport definiscono – all'interno del regolamento – i criteri per l'assegnazione dei punti (per esempio i gol nel calcio oppure i canestri nel basket), con la vittoria dell'incontro che va alla squadra capace del maggior numero di realizzazioni. Oltre a cercare di marcare i punti, la squadra tenta di impedire alla formazione avversaria di fare altrettanto. La maggior parte degli sport di squadra sono sport con la palla, prevedendo l'utilizzo di una palla, o altro oggetto simile, che viene colpita con parti del corpo o attrezzi (mazze, bastoni, racchette) e che permette alle squadre di segnare i punti.

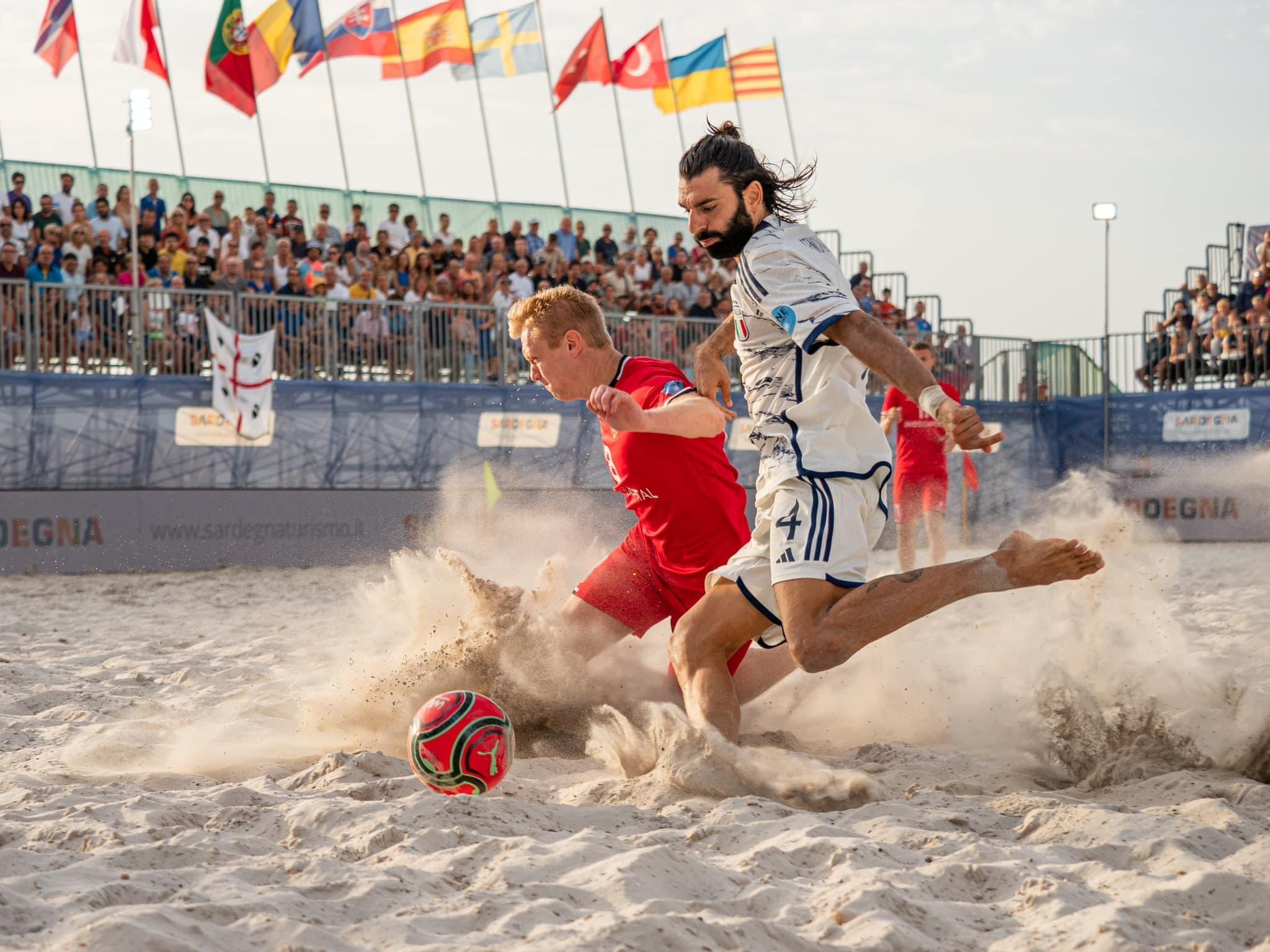
Beach soccer

Gli esempi più noti di sport collettivi includono il calcio, la pallacanestro, la pallavolo, l'hockey e il baseball. Non ricadono invece sotto la casistica le discipline che in origine sono individuali, come il canottaggio e le staffette.

## Sport di squadra olimpici
status dopo le Olimpiadi invernali del 2022

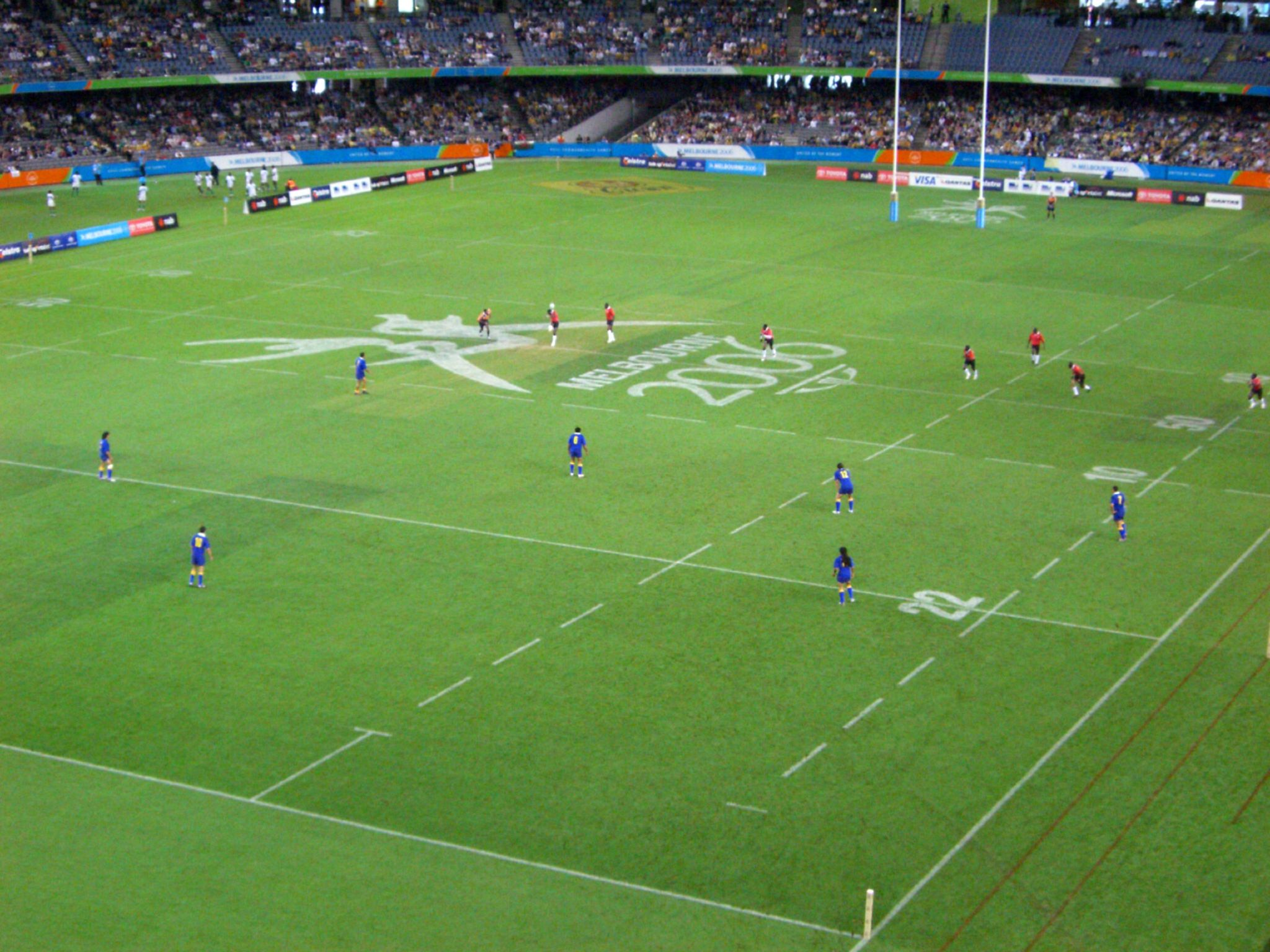
Schieramento al calcio d'inizio di una partita di rugby a 7

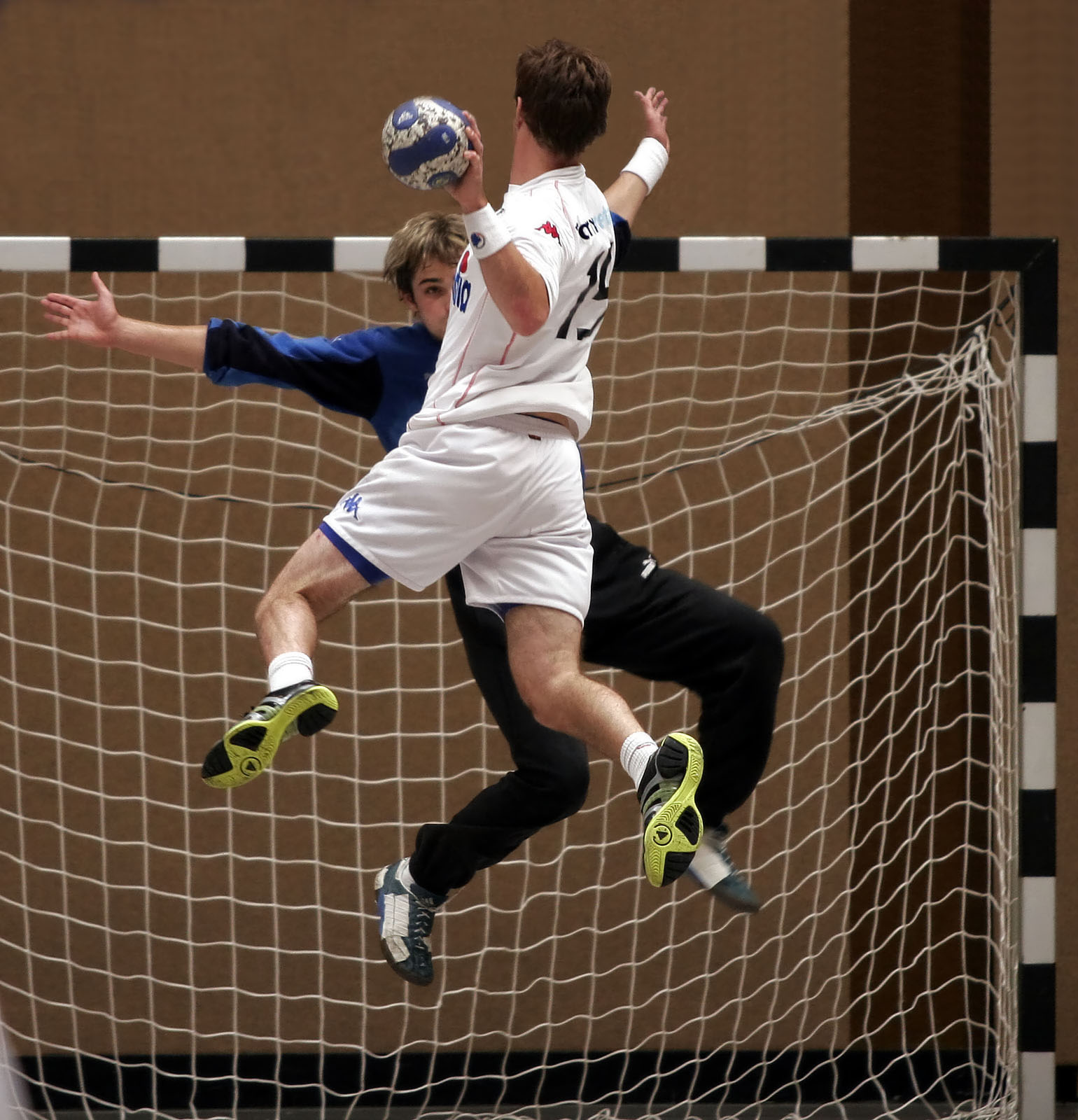
Pallamano

### Sport di squadra olimpici estivi attuali (11)
Olimpiadi estive (9)
| Sport                                | Uomini              | Donne    |                     |          |
| Sport                                | Prima edizione      | Edizioni | Prima edizione      | Edizioni |
| ------------------------------------ | ------------------- | -------- | ------------------- | -------- |
| Calcio ai Giochi olimpici            | Parigi 1900         | 27       | Atlanta 1996        | 7        |
| Pallanuoto ai Giochi olimpici        | Parigi 1900         | 28       | Sydney 2000         | 6        |
| Hockey su prato ai Giochi olimpici   | Londra 1908         | 24       | Mosca 1980          | 11       |
| Pallacanestro ai Giochi olimpici     | Berlino 1936        | 20       | Montréal 1976       | 12       |
| Pallamano ai Giochi olimpici         | Berlino 1936        | 14       | Montréal 1976       | 12       |
| Pallavolo ai Giochi olimpici         | Tokyo 1964          | 15       | Tokyo 1964          | 15       |
| Beach volley ai Giochi olimpici      | Atlanta 1996        | 7        | Atlanta 1996        | 7        |
| Rugby a 7 ai Giochi olimpici         | Rio de Janeiro 2016 | 2        | Rio de Janeiro 2016 | 2        |
| Pallacanestro 3x3 ai Giochi olimpici | Tokyo 2020          | 1        | Tokyo 2020          | 1        |

Olimpiadi invernali (2)
| Sport                                 | Uomini                   | Donne    |                |          |
| Sport                                 | Prima edizione           | Edizioni | Prima edizione | Edizioni |
| ------------------------------------- | ------------------------ | -------- | -------------- | -------- |
| Hockey su ghiaccio ai Giochi olimpici | Anversa 1920             | 25       | Nagano 1998    | 7        |
| Curling ai Giochi olimpici            | Chamonix-Mont-Blanc 1924 | 8        | Nagano 1998    | 7        |

### Sport di squadra non più olimpici (7)
- Baseball ai Giochi olimpici (in 6 edizioni: da Barcellona 1992 a Pechino 2008, Tokyo 2020)
- Cricket ai Giochi olimpici (in 1 edizione: Parigi 1900)
- Lacrosse ai Giochi olimpici (in 2 edizioni: Saint Louis 1904 e Londra 1908)
- Polo ai Giochi olimpici (in 5 edizioni: Parigi 1900, Londra 1908, Anversa 1920, Parigi 1924, Berlino 1936)
- Rugby a 15 ai Giochi olimpici (in 4 edizioni: Parigi 1900, Londra 1908, Anversa 1920, Parigi 1924)
- Softball ai Giochi olimpici (in 5 edizioni: da Atlanta 1996 a Pechino 2008, Tokyo 2020)
- Tiro alla fune ai Giochi olimpici (in 5 edizioni: da Parigi 1900 ad Anversa 1920)

### Sport di squadra dimostrativi ai Giochi olimpici (9)
- Calcio gaelico (in 1 edizione come sport dimostrativo: Saint Louis 1904)
- Football americano (in 2 edizioni come sport dimostrativo: Saint Louis 1904 e Los Angeles 1932)
- Hurling (in 1 edizione come sport dimostrativo: Saint Louis 1904)
- Bike polo (in 1 edizione come sport dimostrativo: Londra 1908)
- Korfball (in 2 edizioni come sport dimostrativo: Anversa 1920 e Amsterdam 1928)
- Kaatsen (in 1 edizione come sport dimostrativo: Amsterdam 1928)
- Pesäpallo (in 1 edizione come sport dimostrativo: Helsinki 1952)
- Football australiano  (in 1 edizione come sport dimostrativo: Melbourne 1956)
- Hockey su pista (in 1 edizione come sport dimostrativo: Barcellona 1992)

## Altri sport di squadra
- Roverino: praticato all'aperto, i giocatori si passano un cerchio di corda chiamato roverino[3].